# Labiobarbus lineatus
Labiobarbus lineatus är en fiskart som först beskrevs av Sauvage, 1878.  Labiobarbus lineatus ingår i släktet Labiobarbus och familjen karpfiskar. Inga underarter finns listade i Catalogue of Life.